# Ante Brkić
Ante Brkić (31 marzo 1988) è uno scacchista croato.
Grande maestro dal 2007, ha vinto l'edizione 2010 del Campionato della Croazia.
Altri risultati di rilievo:
- 2000:  2º-3º nel Campionato del mondo U12 di Oropesa del Mar, dietro a Deep Sengupta;[1]
- 2006:  pari primo nell'open di Đakovo (2º per spareggio) dopo Sinisa Drazić;[2]
- 2008:  vince l'open di Pola;
- 2009:  vince l'open di Zagabria, con un punto di vantaggio su Amon Simutowe;[3]
- 2010:  secondo nell'open di Zagabria, dietro a Michail Ulybin;
- 2011:  2º-4º con Tigran Ġaramyan e Boris Gračëv nell'open Masters di Biel, dietro a Ni Hua;[4]
- 2015:  in agosto vince la 5ª edizione del torneo di Spalato;[5]

Ha raggiunto il rating FIDE più alto nel giugno del 2015, con 2607 punti Elo.